# Mysterium Cosmographicum
Mysterium Cosmographicum è un trattato scientifico di Giovanni Keplero pubblicato nel 1596 a Tubinga. Vi espone i risultati sui suoi primi studi effettuati sull'ordine del Sistema solare.
L'astronomo tedesco sostiene la concezione di una natura strutturata geometricamente da Dio. Da questo presupposto Keplero crede di poter arrivare a descrivere l'ordine celeste attraverso la matematica, tuttavia il risultato finale più che l'esito di osservazioni e studi appare una visione filosofica del mondo influenzata dal pitagorismo e dal neoplatonismo.

## La teoria dei solidi regolari
Keplero riprende la struttura copernicana: il Sole al centro e sei pianeti che gli girano attorno con orbite circolari. 
Sulla scorta del Timeo platonico afferma che le posizioni dei pianeti sono determinate dal fatto che essi sono iscritti e circoscritti ai 5 solidi regolari della geometria greca: il tetraedro, il cubo, l'ottaedro, il dodecaedro e l'icosaedro.
Le distanze tra i pianeti risultano quindi regolate da precisi rapporti matematici.
I pianeti e i solidi si succedono in quest'ordine:
Saturno è il pianeta più esterno, a cui è inscritto un cubo. Inscritto al cubo vi è Giove a cui analogamente succedono il tetraedro, Marte, il dodecaedro, la Terra, l'icosaedro, Venere, l'ottaedro ed infine Mercurio.
Keplero in seguito abbandonerà questa teoria, decisamente inconciliabile con i dati delle osservazioni astronomiche.